# وكالة الأناضول
وكالة الأناضول للأنباء (بالتركية: Anadolu Ajansı)‏ وكالة الأنباء الرسمية في تركيا مفوضة بإصدار الأخبار والتصريحات المتعلقة بهذا البلد.
يتزامن تاريخ تأسيسها مع بداية تأسيس الجمهورية التركية. إذ تأسست الوكالة في 6 إبريل 1920، أي قبل 17 يوماً من افتتاح البرلمان التركي. وبعد افتتاح البرلمان تولت الوكالة مهمة نشر القوانين التي كان يقرها في ذلك الوقت، كما وقفت الوكالة شاهدة على كافة مراحل حرب الاستقلال التركية، بل وعلى كافة الأحداث التي اعقبت تأسيس الجمهورية.
و تعد وكالة الأناضول للأنباء الوكالة الوحيدة التي تقوم بالإعلان عن أي خطأ في الأخبار التي تنشرها مهما كانت بسيطة ثم تعمل ما يلزم لتصحيحه، ونظرا لمصداقيتها وموضوعيتها في نشر الخبر، تعتبر المحاكم والمراجع القضائية أرشيف الوكالة أدلة عدلية في الدعاوى.

## فكرة تأسيس الأناضول
وقد أتت فكرة تأسيس وكالة الأناضول بمحض الصدفة حينما تقابلت الصحفية والأديبة خالدة أديب مع يونس نادي (آبالي أوغلو) في إحدى محطات القطارات وهما في طريقهما إلى مدينة أنقرة للحاق بأتاتورك ورفاقه هناك. إذ اتفقا معا على ضرورة أن يكون أول شئ يقومون به هو تأسيس «وكالة أنباء» تركية.
وطرحت عدة أسماء لإطلاقها على الوكالة المزمع إنشاؤها، ومن تلك الأسماء المقترحة كانت «الوكالة التركية» و«وكالة أنقرة» و«وكالة الأناضول». وبعد مشاورات اتفق الجميع على اسم «وكالة الأناضول» الذي مازال مستخدما حاليا.

## تأسيس الأناضول
وفي 1 مارس من عام 1925 م تأسست شركة تركية مساهمة تحت اسم «شركة وكالة الأناضول» وقام مصطفى كمال أتاتورك بتكليف مجموعة من رفاقه بتطوير عمل وكالة الأناضول حسب المعاير الحديثة المعمول بها في دول أوروبا الغربية وقتئذ. فأصبح للوكالة حينها وضع مستقل تتمتع فيه بنظام مؤسساتي متميز لم يكن معمول به حتى في الدول الأوروبية.

## دور الأناضول في حرب الاستقلال التركية
وفي حرب الاستقلال التركية قامت الوكالة بأداء مهمة بالغة الصعوبة. إذ كان منوطا بها إبلاغ أخبار تركيا والعالم للجنود الاتراك في الجبهة الذين باتوا مقطوعين عن العالم الخارجي. وبذلك ساهمت الوكالة في مكافحة مواقف الانقياد والخنوع التي كانت تتبناها بعض الصحف العالمية وبعض صحف إسطنبول بضغط من سلطات الاحتلال في ذاك الوقت. وقامت الوكالة كذلك بإسماع صوت مناضلي الحركة الوطنية التركية بالخارج لتعريف الرأي العام العالمي بحقوق تركيا المشروعة في كفاحها للاحتلال الأجنبي، وإحباط الدسائس التي كانت تحيكها بعض الجهات المعارضة لمشروع الاستقلال.

## دور الأناضول في بناء الجمهورية التركية
كان للوكالة دور في بناء الجمهورية التركية إذ نشرت على كافة المحافظات التركية خبر قرار مصطفى كمال (الذي لقب لاحقا بأتاتورك) سيجتمع في أنقرة لتأسيس مجلس الأمة بعد أن تم غلق البرلمان العثماني الذي كان يعرف حينها بمجلس المبعوثان إثر احتلال إسطنبول رسميا في 16 آذار (مارس) 1920 م. ومن الأمور التي ساعدت على تأسيس الوكالة أن معظم المثقفين رأوا استحالة البقاء في إسطنبول في ظل تلك الظروف.وأخذوا يبحثوا عن سبل اللحاق بركب الكفاح الوطني.

## مبادئ الأناضول
- ثقة.
- حيادية.
- نزاهة.
- سرعة.

### تأسيس الأقسام العربية
- افتتحت وكالة أنباء الأناضول أول قسم عربي لها في إسطنبول سنة 2011 , ويجمع هذا القسم بين مجموعة من المحررين والمترجمين ويعتبر متجانسا من حيث العرب والأتراك الذين يعملون به حيث «إن هناك رؤية واضحة وراء إطلاق القسم العربي بوكالة الأنباء التركية (الأناضول)، تتوافق مع التطور الذي تشهده الوكالة، وخططها الهادفة لتكون واحدة من وكالات الأنباء الخمس الفاعلة في العالم مع حلول العام 2020 الذي يصادف مرور 100 عام على إنشائها.» حسب ما صرح به رئيس المجلس التنفيذي والمدير العام السابق لوكالة الأناضول التركية للأنباء كمال أوزتورك.[3]
- يشرف على القسم العربي مجموعة من كبار المحررين في العالم العربي على غرار المحرر الأردني محمد عقل والكاتب السوري عمر كوش.[4]
- تأسيس القسم العربي بالقاهرة:

كان لثورات«الربيع العربي» دورٌ في تسريع خطى«وكالة الأناضول» لافتتاح القسم العربي الذي أبصر النور عام 2012.
ويضم القسم العربي، الذي يتخذ من القاهرة مكتباً إقليمياً رئيساً له، حوالى 200 موظف يعملون يومياً على إنتاج 200 خبر و300 صورة فوتوغرافية، فضلاً عن 90 مشهداً تلفزيونياً حول أحداث يومية من مختلف الدول العربية.
يعمل في المكتب الإقليمي في القاهرة حوالى 30 موظفاً يتولون بث الأخبار التي تصل إليهم من مراسلي الوكالة المنتشرين في مختلف العواصم العربية، مع العلم أن لـ«وكالة الأناضول» مكاتب في كل من القدس المحتلة وغزة وطرابلس ليبيا وعمّان وتونس والمغرب وبيروت. «وقريباً في قطر والكويت ودبي واليمن والسودان»، وفق كشلاكجي الذي يؤكد أن القسم العربي«يعمل على تلبية حاجة دول المنطقة إلى الأخبار الصحيحة والحيادية، والمراعية أخلاقيات الصحافة».

## الأناضول في أرقام
يعمل في الوكالة 584 موظفا وتنشر يوميا نحو 600 خبرا مكتوبا و600 صورة و120 مشهد فيديو، فيما تقوم بإرسال محو 500 خبر في اليوم إلى مشتركيها البالغ عددهم 1121 شركة ومؤسسة إعلامية مختلفة.
|                           | 2011           | 2013   |
| ------------------------- | -------------- | ------ |
| واردات الإشتراكات السنوية | 12 مليون دولار | -      |
| عدد الأخبار يوميا         | 600 بالتركية   | -      |
| عدد الصور يوميا           | 600            | -      |
| عدد الفيديوهات يوميا      | 120            | -      |
| لغة الأخبار               | بالتركية       | 9 لغات |
| الدول التي فيها مراسلين   | 39 بلدا        | -      |

## رؤية الأناضول في ذكرى مئويتها الأولى (1920-2020)
- لغات الأخبار التي ستبثها الأناضول في مئويتها الأولى :[6]

|    | اللغة                   | تواريخ البث باللغات الأجنبية |
| -- | ----------------------- | ---------------------------- |
| 1  | التركية - أذرية         | 2012                         |
| 2  | العربية (لغة أساسية)    | 2012                         |
| 3  | الروسية                 | 2012                         |
| 3  | الكردية                 | 2012                         |
| 5  | البوسنية                | 2012                         |
| 6  | الإنكليزية (لغة أساسية) | 2013                         |
| 8  | ألالمانية               | 2014                         |
| 9  | الإسبانية               | 2014                         |
| 10 | الفارسية                | 2015                         |
| 11 | الصينية                 | 2015                         |

- أهداف الوكالة في مئويتها الأولى في جداول :[6]

|                        | الوحدة     | 2011         | 2020            |
| ---------------------- | ---------- | ------------ | --------------- |
| عدد المشتركين          | مشترك      | 1121 مشترك   | 7000 مشترك      |
| واردات الاشتراك        | ليرة تركية | 21 مليون     | 130 مليون       |
| عدد الأخبار            | في اليوم   | 600 بالتركية | 4000 بكل اللغات |
| عدد الصور الفوتوغرافية | في اليوم   | 600 صورة     | 2500 صورة       |
| عدد التقارير المصورة   | في اليوم   | 120 تقرير    | 400 تقرير       |
| خدمة الرسوم البيانية   | في اليوم   | -            | 15 رسما بيانيا  |

## مدير العام لوكالة الأناضول
- يشرف على وكالة الأناضول للأنباء السيد كمال أوزتورك منذ 2 آب/ أغسطس 2011 وهو المدير العام لوكالة الأناضول.